# Lenus
Lenus (starogrško Ληνός, latinizirano: Lenos) je bil keltski bog zdravilstva, ki so ga častili predvsem v vzhodni Galiji, kjer so ga skoraj vedno istovetili z rimskim bogom Marsom. 

## Ime
Teonim Lenus/Lenos morda izhaja iz debla lēno-, kar bi lahko pomenilo 'les, bocage'. Beseda je primerljiva z valižanskim llwyn, ki pomeni grm ali grob.

## Kult
Bil je pomemben bog Treverov in imel velika svetišča pri zdravilnih vrelcih v Trierju in Martbergu pri Pommernu v današnji Nemčiji. Dve posvetili njemu sta znani tudi iz jugozahodne Britanije (Chedworth in Caerwent). Lenusovo svetišče 'Am Irminenwingert' v Trierju je imelo velik tempelj, terme, manjša svetišča in gledališče. V svetišču v   Martbergu je bilo veliko drugih stavb in verjetno tudi prostori za bivanje romarjev. Lenus se kljub povezavam z zdravljenjem klasično upodoblja kot bojevnik s korintsko čelado, kot na primer na bronastem kipcu iz Martberga.
Njegovo ime se v napisih najpogosteje pojavlja kot 'Lenus Mars' in ne  'Mars Lenus', kot bi pričakovali iz drugih najbolj sinkretiziranih imen. V Trierju sta bili božanski partnerici Lenusa Marsa keltska boginja Ankamna in rimska Viktorija   ter Ksulsigije, ki so bile morda vodne nimfe. Zdi se, da napis iz Kaula v Luksemburgu Lenusa Marsa omenja kot  'Veraudunusa' skupaj s keltsko boginjo Inciono.
Lenus ni bil edini keltski bog, ki so ga Treveri identificirali z Marsom. Bogovi  Jovantukarus, očitno zaščitnik mladosti, Intarabus, Kamulos in Loucetios so se identificirali z Marsom in v širšem pomenu morda z Lenusom. enusa Marsa na vsakem napisu spremljata epiteta Arterancus in Exsobinus. 
Napis na podnožju kipa kaže, da je bil v Veliki Britaniji Mars Lenus morda poistoveten z Ocelom Velanom. Napis se glasi: 
DEO MARTI LENO SIVE OCELO VELLAVN ET NVM AVG M NONIVS ROMANVS OB IMMVNITAT COLLEGNI D D S D GLABRIONE ET HOMVLO COS X K SEPT
Mark Nonij Roman je to posvetil bogu Marsu Lenusu ali Ocelusu Vellaunusu in Avgustovemu numenu iz privilegija kolegija med konzulovanjem Glabrija in Homula deset dni pred septembrskimi kalendami.